# سوبارو فورستر
سوبارو فورستر (انگلیسی: Subaru Forester) خودروی موتور جلو-چهار چرخ متحرک در کلاس کامپکت اس‌یووی است، که از سال ۱۹۹۷ تاکنون توسط شرکت صنایع سنگین فوجی تولید و عرضه شده است.
این مدل در تریم هایی که شامل مدل پایه، سوبارو فارستر پریمیوم، سوبارو فارستر اسپرت، سوبارو فارستر لیمیتد و سوبارو فارستر تورینگ می شود، موجود است. این SUV از یک موتور 4 سیلندر تخت 2.5 لیتری استفاده می کند که با یک گیربکس اتوماتیک CVT با حالت دستی هفت سرعته جفت می شود تا 182 اسب بخار قدرت و 176 پوند فوت گشتاور در 4400 دور در دقیقه ارائه دهد.

## یادداشت
1. ↑  "Five of the Most Popular Cars in Arizona". AutoBidMaster. Retrieved 24 May 2021.